# Mads Lindegaard
Mads Lindegaard är en dansk antropolog som 2001 blev högste chef för Folkekirkens nödhjälpsprojekt att röja bort minor i Kosovo. Minorna var så gott som borta, men Lindegaard upptäckte minor också på andra sidan gränsen till Albanien, och fick tillräckligt med donatorer för att även albaner skulle trampa säkert.
För närvarande (2004) i Kongo, där hans huvuduppgift är minröjning, men mycket viktigt arbete görs också inom aids- och prostitutionsproblematiken.